# Kate's Lagoon
Kate's Lagoon är en sjö i Belize. Den ligger i distriktet Orange Walk, i den norra delen av landet, 90 km norr om huvudstaden Belmopan.